# Tom Wolfe
Thomas Kennerly Wolfe, mais conhecido como Tom Wolfe (Richmond, 2 de março de 1930 - Nova Iorque, 14 de maio de 2018), foi um jornalista e escritor norte-americano, conhecido por seu estilo marcadamente irônico. Nos Estados Unidos é considerado um dos fundadores do new journalism, movimento jornalístico das décadas de 1960 e 1970.

## Biografia
Wolfe nasceu em Richmond, Virgínia, nos Estados Unidos, filho de Thomas Kennerly Wolfe e Helen Hughes Wolfe. Seu pai recebeu Ph.D. pela Universidade de Cornell e foi professor de agronomia na Virginia Tech. Ele também possuía duas fazendas e foi diretor de uma bem-sucedida cooperativa de fazendeiros. O sucesso financeiro de Thomas permitiu à família um estilo de vida abastado. Thomas também atuou como autor e jornalista, editando o jornal agrícola The Southern Planter, além de publicar livros a respeito de temas semelhantes. Contudo, foi Helen Wolfe que introduziu Tom Wolfe às artes. Ela matriculou seu filho em aulas de sapateado e balé, incentivando-o a interpretar e ler com frequência. Com 9 anos de idade, Wolfe começou a escrever. Ainda criança, começou a escrever uma biografia de Napoleão, além de escrever e ilustrar a biografia de Mozart. Wolfe tinha uma irmã cinco anos mais nova.

### Educação
Apesar de ter crescido em um ambiente familiar presbiteriano, Wolfe freqüentou a escola episcopal de St. Cristopher, em Richmond. Ele foi um estudante excepcional, sendo presidente do conselho estudantil, editor do jornal escolar e destaque nos esportes.
Ao iniciar sua graduação em 1947, Wolfe recusou a admissão na Universidade de Princeton, escolhendo a Universidade Washington and Lee, até então frequentada apenas por homens. Estudando língua Inglesa, Wolfe também praticava sua escrita fora da sala de aula. Ele era o editor de esportes do jornal da faculdade e ajudou na fundação de uma revista literária, Shenandoah. Uma de suas maiores influências no âmbito catedrático foi o professor Marshall Fishwick, que buscava ensinar a seus alunos um olhar mais apurado a todos os elementos da cultura, mesmo aqueles considerados profanos. O título da monografia de Tom Wolfe, "A Zoo Full of Zebras: Anti-Intellectualism in America" ("Um Zoológico Cheio de Zebras: Anti-Intelectualismo na América"), evidenciava seu gosto pelas palavras e suas futuras aspirações na crítica cultural. Wolfe graduou-se cum laude em 1951.
Wolfe continuara jogando baseball como arremessador, tendo iniciado a jogar semiprofissionalmente enquanto estudante na faculdade. Em 1952, ele participou de uma peneira no New York Giants. Sua carreira no baseball acabou três dias após o teste, quando Wolfe foi descartado por sua pouca habilidade em arremessar bolas rápidas. Ao abandonar o baseball, Wolfe seguiu o exemplo de seu professor Marshall Fishwick, matriculando-se no doutorado de Estudos Americanos na Universidade de Yale. Sua tese de Ph.D. foi intitulada "The League of American Writers: Communist Organizational Activity Among American Writers, 1929-1942" ("A Liga de Escritores Americanos: Atividades Organizacionais Comunistas entre Escritores Americanos, 1929-1942"). Embora a tese fosse histórica, ela tinha um caráter literário e Wolfe entrevistou muitos dos autores citados na tese, incluindo Malcom Cowley, Archibald MacLeish e James T. Farrell.

### Jornalismo eNovo Jornalismo
Embora tenha sido oferecido a Wolfe o trabalho de professor acadêmico, ele preferiu seguir carreira como repórter. Em 1956, enquanto ainda trabalhava em sua tese, Wolfe tornou-se repórter do jornal Springfield Union, de Springfield, Massachusetts. Wolfe finalizou sua tese em 1957 e em 1959 foi contratado pelo The Washington Post. Wolfe diz que parte dos motivos que o levaram a ser contratado pelo Post foi sua falta de interesse na política. Um dos editores do The Washington Post disse que estava "impressionado que Wolfe preferisse o ambiente suburbano à capital, desejo de todo o repórter." Ele ganhou um prêmio interno do jornal devido ao seu trabalho na cobertura de Cuba em 1961, também ganhando um prêmio por seu senso de humor. Durante a cobertura, Wolfe fazia uso de experimentações, utilizando elementos e técnicas ficcionais em seus textos.
Em 1962, Wolfe trocou Washington por Nova Iorque, trabalhando como repórter geral e ensaísta do jornal New York Herald Tribune. Os editores do Herald-Tribune sempre tiveram o costume de encorajar seus repórteres a quebrar com as convenções da escrita no jornalismo impresso. Durante uma greve dos jornais nova-iorquinos em 1963, Wolfe entrou em contato com a revista Esquire, tendo em mente a ideia de um artigo sobre a febre de carros customizados no sul da Califórnia. O editor da revista, Byron Dobell, sugeriu que Wolfe enviasse a ele suas anotações, para que ambos pudessem trabalhar juntos no artigo. Wolfe escreveu para Dobell uma carta dizendo tudo que ele gostaria de dizer sobre o assunto, ignorando todas as convenções do jornalismo. Dobell simplesmente removeu o trecho "Caro sr. Byron" de cima da carta e publicou-a na revista como se fosse um artigo. O resultado, publicado em 1964, foi There Goes (Varoom! Varoom!) That Kandy-Kolored Tangerine-Flake Streamline Baby. O artigo foi motivo de ampla discussão - amado por alguns, odiado por outros - e ajudou Wolfe a publicar seu primeiro livro, The Kandy-Kolored Tangerine-Flake Streamline Baby, uma coletânea de seu trabalho no Herald-Tribune, Esquire e em outros veículos.
Isso foi o que Wolfe chamou de Novo Jornalismo, no qual alguns jornalistas e ensaístas experimentaram uma variedade de técnicas literárias, misturando-as com as tradicionais ideias de imparcialidade jornalística. Um dos mais notáveis exemplos dessa ideia é The Electic Kool-Aid Acid Test, escrito por Wolfe. O livro, uma narrativa das aventuras dos Merry Pranksters, grupo de pessoas que acompanhavam o escritor Ken Kesey, também é notável pelo experimentalismo com o uso de onomatopéias, livre-associações e o uso pouco ortodoxo de pontuação - como vários pontos de exclamação finalizando a mesma frase e itálicos - para ilustrar textualmente as ideias excêntricas de Ken Kesey e seus seguidores.
Somado às suas próprias empreitadas nesse novo estilo jornalístico, Wolfe editou uma coletânea de novo jornalismo com E.W. Johnson, publicada em 1973 e intitulada simplesmente The New Journalism. Esse livro juntou o trabalho de escritores e jornalistas como Truman Capote, Hunter S. Thompson, Norman Mailer, Gay Talese, Joan Didion, entre outros, contendo, em comum, o tema de um jornalismo incorporado a técnicas literárias e que pudesse ser considerado literatura.

### Morte
Morreu aos 88 anos, em um hospital em Nova Iorque. Sua morte foi confirmada por seu agente, Lynn Nesbit, que disse que Wolfe havia sido hospitalizado com uma infecção. Ele deixou a viúva Sheila e dois filhos, Alexandra e Tommy.

## Ficção
Em 1987, Wolfe lançou sua primeira obra de ficção, A Fogueira das Vaidades. Em seu estilo balzaquiano de vida, impecável descrição de ambientes e personagens, e carregado de sátira, a épica obra de mais de 600 páginas escrita por Wolfe conta a história de Sherman McCoy, um negociador de títulos em Wall Street que se vê envolvido em uma espiral desastrosa de eventos ao se perder numa área perigosa do Bronx, junto com sua amante, e atropelar um rapaz negro. Um repórter alcoólatra e decadente percebe aí sua chance de investigar a história e tentar reabilitar sua própria carreira, às custas da desgraça de Sherman. O livro faz críticas a tudo e a todos: ricos, pobres, brancos, negros, o sistema judicial americano, a elite, entre outros, num abrangente panorama da década de 1980 até aquele momento. Em sua estréia no gênero romance, Wolfe foi amplamente aclamado pela crítica especializada, e A Fogueira das Vaidades se tornou um dos maiores best-sellers da década, considerado como o livro quintessencial da década de 1980. No ano seguinte ao seu lançamento, a Warner Bros. comprou os direitos para uma versão cinematográfica. Em 1990, Brian de Palma dirigiu a adaptação cinematográfica A Fogueira das Vaidades, numa megaprodução estrelada por Tom Hanks (como Sherman McCoy), Bruce Willis, Morgan Freeman e Melanie Griffith. Apesar dos nomes envolvidos e do orçamento de U$40.000,00, o filme se revelou um completo fracasso de bilheteria e de crítica.
Wolfe retornaria ao gênero ficção uma década depois, com Um Homem por Inteiro (1998).

## Produção bibliográfica

### Ficção
- Back to Blood - 2012
- I Am Charlotte Simmons - 2004
- A Man in Full (Um Homem por Inteiro)- 1998
- "The Bonfire of the Vanities" (A Fogueira das Vaidades) - 1987

### Não-ficção
- Hooking Up (2000)
- The Purple Decades (1982)
- Da Bauhaus ao Nosso Caos (1981)
- In Our Time (1980)
- The Right Stuff (br: Os Eleitos; 1979)
- Mauve Gloves & Madmen, Clutter & Vine (1976)
- The Painted Word (1975)
- The New Journalism (1975) (em co-autoria com EW Johnson)
- Radical Chic & Mau-Mauing the Flak Catchers (Radical chique) - 1970
- The Pump House Gang (1968)
- The Electric Kool-Aid Acid Test (1968)
- The Kandy-Kolored Tangerine-Flake Streamline Baby (1965)